# Ченгду
Ченгду (кин: 成都, Chéngdū) је главни град кинеске покрајине Сичуан. Кратко кинеско име града је „Ронг“ (蓉). Уз Чунгћинг, то је главни привредни центар средишњег дела Кине. Према процени из 2009. у граду је живело 3.916.581 становника, а у ширем подручју око 10,44 милиона становника. Ченгду се сматра светским градом са „бета +” класификацијом према Глобализацији и Светској градској истраживачкој мрежи.
Ченгду се налази на Сичуанској висоравни, у подножју још више Тибетанске висоравни. То је био један од најтеже погођених градова у земљотресу из маја 2008. Средње температуре најхладнијег зимског месеца су 5,5 °C, а најтоплијег летњег 25,2 °C.
Ченгду важи за „Престоницу панди“ у свету. У граду се налази центар за одгајање ових медведа. Културна посебност града је Сичуанска опера, врста позоришта са маскираним глумцима. Изградња градског метроа је започета 2005, а прва линија би требало да буде завршена 2010.

## Географија

### Клима
Ченгду има влажну суптропску климу која је под утицајем монсуна (Кепен Cwa) и која је углавном топла са високом релативном влажношћу током целе године. Постоје четири различита годишња доба, са умереним падавинама концентрисаним углавном у топлијим месецима, док летња жега и зимски мраз нису присутни. Ћин планине на далеком северу помажу у заштити града од хладних сибирских ветрова током зиме; због тога, кратка зима је блажа него у нижем делу Јангцекјанга. Просечна дневна температура у јануару је 5,6 °C (42,1 °F), и снег се ретко јавља, мада долази до неколико периода мраза сваке зиме. Лета су топла и влажна, али не попут региона „Три пећи”, градова Чунгкинг, Вухан, и Нанкинг, сви од којих леже у сливу реке Јангцекјанг.
| Клима Ченгдуа (Шуанглиу округ), 1981−2010                                                   | Клима Ченгдуа (Шуанглиу округ), 1981−2010 | Клима Ченгдуа (Шуанглиу округ), 1981−2010 | Клима Ченгдуа (Шуанглиу округ), 1981−2010 | Клима Ченгдуа (Шуанглиу округ), 1981−2010 | Клима Ченгдуа (Шуанглиу округ), 1981−2010 | Клима Ченгдуа (Шуанглиу округ), 1981−2010 | Клима Ченгдуа (Шуанглиу округ), 1981−2010 | Клима Ченгдуа (Шуанглиу округ), 1981−2010 | Клима Ченгдуа (Шуанглиу округ), 1981−2010 | Клима Ченгдуа (Шуанглиу округ), 1981−2010 | Клима Ченгдуа (Шуанглиу округ), 1981−2010 | Клима Ченгдуа (Шуанглиу округ), 1981−2010 | Клима Ченгдуа (Шуанглиу округ), 1981−2010 |
| Показатељ \ Месец                                                                           | .Јан.                                     | .Феб.                                     | .Мар.                                     | .Апр.                                     | .Мај.                                     | .Јун.                                     | .Јул.                                     | .Авг.                                     | .Сеп.                                     | .Окт.                                     | .Нов.                                     | .Дец.                                     | .Год.                                     |
| ------------------------------------------------------------------------------------------- | ----------------------------------------- | ----------------------------------------- | ----------------------------------------- | ----------------------------------------- | ----------------------------------------- | ----------------------------------------- | ----------------------------------------- | ----------------------------------------- | ----------------------------------------- | ----------------------------------------- | ----------------------------------------- | ----------------------------------------- | ----------------------------------------- |
| Апсолутни максимум, °C (°F)                                                                 | 18,9 (66)                                 | 24,0 (75,2)                               | 31,8 (89,2)                               | 32,5 (90,5)                               | 35,2 (95,4)                               | 37,5 (99,5)                               | 37,3 (99,1)                               | 36,6 (97,9)                               | 36,2 (97,2)                               | 30,1 (86,2)                               | 26,2 (79,2)                               | 18,4 (65,1)                               | 37,5 (99,5)                               |
| Максимум, °C (°F)                                                                           | 9,4 (48,9)                                | 11,8 (53,2)                               | 16,3 (61,3)                               | 21,9 (71,4)                               | 26,6 (79,9)                               | 28,1 (82,6)                               | 29,8 (85,6)                               | 29,6 (85,3)                               | 25,8 (78,4)                               | 20,9 (69,6)                               | 16,3 (61,3)                               | 10,7 (51,3)                               | 20,6 (69,07)                              |
| Просек, °C (°F)                                                                             | 5,6 (42,1)                                | 7,9 (46,2)                                | 11,5 (52,7)                               | 16,6 (61,9)                               | 21,3 (70,3)                               | 23,8 (74,8)                               | 25,4 (77,7)                               | 24,9 (76,8)                               | 21,6 (70,9)                               | 17,2 (63)                                 | 12,4 (54,3)                               | 7,1 (44,8)                                | 16,27 (61,29)                             |
| Минимум, °C (°F)                                                                            | 2,9 (37,2)                                | 5,1 (41,2)                                | 8,1 (46,6)                                | 12,7 (54,9)                               | 17,3 (63,1)                               | 20,6 (69,1)                               | 22,2 (72)                                 | 21,7 (71,1)                               | 18,9 (66)                                 | 14,8 (58,6)                               | 9,8 (49,6)                                | 4,5 (40,1)                                | 13,22 (55,79)                             |
| Апсолутни минимум, °C (°F)                                                                  | −4,6 (23,7)                               | −2,6 (27,3)                               | −1,8 (28,8)                               | 4,0 (39,2)                                | 6,3 (43,3)                                | 14,2 (57,6)                               | 16,6 (61,9)                               | 16,0 (60,8)                               | 12,2 (54)                                 | 3,1 (37,6)                                | 0,2 (32,4)                                | −4,1 (24,6)                               | −4,6 (23,7)                               |
| Количина падавина, mm (in)                                                                  | 8,9 (0,35)                                | 12,9 (0,508)                              | 22,4 (0,882)                              | 47,6 (1,874)                              | 76,9 (3,028)                              | 114,3 (4,5)                               | 208,1 (8,193)                             | 197,2 (7,764)                             | 111,0 (4,37)                              | 35,5 (1,398)                              | 14,8 (0,583)                              | 6,1 (0,24)                                | 855,7 (33,69)                             |
| Дани са падавинама (≥ 0.1 mm)                                                               | 7,0                                       | 8,5                                       | 10,9                                      | 13,0                                      | 14,7                                      | 15,2                                      | 17,6                                      | 15,8                                      | 15,6                                      | 13,1                                      | 7,7                                       | 5,2                                       | 144,3                                     |
| Релативна влажност, %                                                                       | 85                                        | 83                                        | 81                                        | 80                                        | 77                                        | 82                                        | 86                                        | 86                                        | 85                                        | 85                                        | 84                                        | 85                                        | 83,3                                      |
| Сунчани сати — месечни просек                                                               | 53,3                                      | 51,4                                      | 83,1                                      | 113,9                                     | 121,7                                     | 117,2                                     | 131,9                                     | 155,0                                     | 77,6                                      | 59,4                                      | 57,2                                      | 51,6                                      | 1.073,3                                   |
| Сунчано време — месечни проценти                                                            | 17                                        | 17                                        | 23                                        | 30                                        | 29                                        | 28                                        | 31                                        | 38                                        | 21                                        | 17                                        | 18                                        | 16                                        | 24                                        |
| Извор #1: China Meteorological Data Service Center                                          |                                           |                                           |                                           |                                           |                                           |                                           |                                           |                                           |                                           |                                           |                                           |                                           |                                           |
| Извор #2: China Meteorological Administration(precipitation days, sunshine hours 1971-2000) |                                           |                                           |                                           |                                           |                                           |                                           |                                           |                                           |                                           |                                           |                                           |                                           |                                           |

## Историја
Почетком 4. века п. н. е., 9. Кајминг краљ древне државе Шу је преселио своју престолницу на локацију покрај данашњег Писјена. Краљ је касније изјавио да је био инспирисан причама о краљу Тај од Џоу, те је због тога преселио своју престолницу. Краљ Тај од Џоу био је деда краљу Ву од Џоу, а историја бележи да му је требало годину дана да створи град и три године да он постане престолница. Краљ Кајминг је град назвао именом Ченгду, што у дословном преводу значи „постао је престолница”, будући да на кинеском језику реч „ченг” значи „постати”, а реч „ду” значи „престолница, средиште”. Такоер, постоји неколико верзија зашто се краљ преселио у Ченгду, док новије теорије о пореклу имена града упућују на неханско становништво и/или њихове језике.
Након што је држава Ђуин освојила државу Шу 316. године п. н. е., нови град је основао генерал Xанг Ји (који се заправо противио инвазији на Шу). Та година може се сматрати почетком града Ченгду. У време кинеске династије Хан, град је преименован у Јìџоу (кин. 益州). Током пада Источне династије Хан, односно у раздобљу Три краљевства, основан је Љу Беј на југозападу краљевства Шу-Хан (кин. 蜀汉) са Ченгдуом као главним градом.
Током династије Танг, „песнички бог” Ли Бај (кин. 李白) и „песник мудрац” Ду Фу (кин. 杜甫) провели су један део својих живота у граду Ченгду. Dу Фу је тамо живео четири године (758—762.) те је у својој другој години у Ченгду живео у Цаотангу, тј. кући од траве. Данас је Цаотанг раскошна кућа изграђена у традиционалном стилу 1078. у спомен на песника. Почетком владавине династије Танг, пре више од 1.200 година, Ченгду је постао један од најистакнутијих пословних градова у Кини, док је други био Јангџоу.
У Ченгдуу је изумљен и први широко кориштен папирни новац на свету, у време Северне Сонг династије (960.). Таоистички храм Ћингјанг Гонг изграђен је у граду у 9. веку. Двоје побуњеничких вођа, један из времена око краја династије Сонг, а други из времена пред крај династије Минг имали су на подручју Ченгдуа главне градове за своја краткотрајна краљевства. Називи градова били су Дашу (кин. 大蜀) и Даси (кин. 大西).
У 13. веку Марко Поло је писао о неколико мостова у Кини као и мосту Аншун (или о његовој старијој верзији) у Ченгдуу. У својим белешкама се осврнуо на град назвавши га Синдафу (Ченг-Ту Фу) као главном граду истоимене покрајине. Године 1249, Монголи су опљачкали Ченгду, убивши притом око 1,4 милиона становника.
Током Другог светског рата, вођа Кинеске националне странке, Чанг Кај Шек, је побегао у провинцију Сичуан како би избегао инвазију јапанске војске. Са собом је повео пословне људе, раднике и академски образоване људе, те је у Ченгдуу основао многе индустријске и културне установе, чиме је град постао важно средиште. Године 1944, је америчко 10. бомбардерско заповедништво започело Операцију Матерхорн, амбициозни план о изградњи ваздушне базе за авионе Б-29 Супертврђава, како би са ње полетали / слетали амерички авиони током операција стратешког бомбардовања острва у јапанском архипелагу. Будући да је операција захтевала велику потребу за горивом и материјалом који би се превозили преко Хималаја, није било значајнијих војних успеха, али град није претрпео потенцијалну јапанску одмазду.
Током 3. Кинеског грађанског рата (1946—1949), Ченгду је био задњи град на кинеском копну, који је контролисала влада Куоминтанга. Председник Републике Кине, Чанг Кај Шек и његов син, Ђијанг Ђинг-куо, заповедали су операцијама обране града у Ченгдушкој средишњој војној академији до 1949, када је град пао у руке кинеских комуниста. Дана 10. децембра Кинеска народно-ослободилачка војска улази у град, а остатак националистичке кинеске владе бежи на острво Тајван.
Данас је Ченгду важан индустријски град, а распон индустрија је веома широк, укључујући лаку и тешку индустрију, производњу алуминијума и хемијску индустрију. Важну улогу има и текстилна индустрија, будући да су памук и вуна додати у традиционалну производњу свиленог броката и сатена. Осим индустрије, град има и своје развојне базе које се базирају на развоју високих технологија, софтвера, те на извоз. Град има и војну важност на подручју регије.
Дана 12. маја 2008. околину града је погодио снажан потрес магнитуде 8,0 по Рихтеру, те је нанео велику штету, узрокујући око 80.000 смртних случајева и 26.413 повређених особа. Највећу материјалну штету су претрпили Дуђенгјен и Пенгџоу, два града под управом и окриљем Ченгдуа. Сам град Ченгду није претрпио значајну штету. Разлог томе је што је много људи погинуло у околним подручјима. Иако је Ченгду био 75 km од епицентра потреса, град је грађен како би био отпоран на потрес, тако да је већина зграда остала нетакнута.

## Становништво
Према процени, у граду је 2009. живело 3.916.581 становника.
| 1990.     | 2000.     | 2009.     |
| --------- | --------- | --------- |
| 3.483.834 | 3.885.467 | 3.916.581 |

## Партнерски градови
- Линц
- Монпеље
- Волгоград
- Палермо
- Кофу
- Љубљана
- Санкт Петербург
- Винипег
- Кобленц
- Медан
- Финикс
- Мехелен
- Ноксвил